# Luce (nome)
Luce  è un nome proprio di persona italiano femminile.

## Varianti
- Alterati: Lucetta, Lucina

### Varianti in altre lingue
- Francese: Luce[2]
- Spagnolo: Luz[3][4][5]

## Origine e diffusione

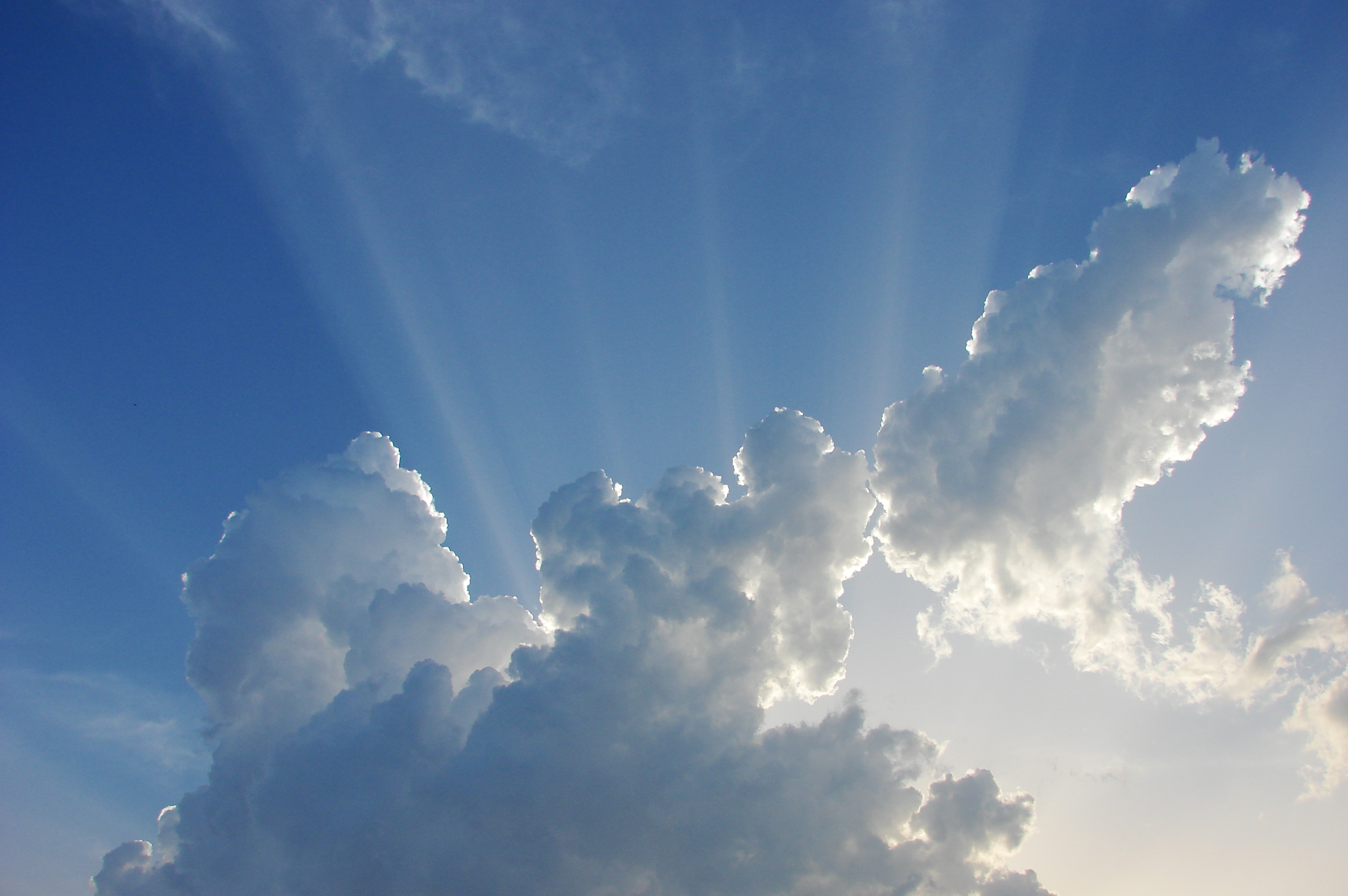
Raggi di luce fra le nuvole

Il nome, dal latino lux, significa semplicemente luce (lo stesso dei nomi Nur e Luminița). Viene imposto con diverse intenzioni: può avere innanzitutto un valore affettivo o augurale (una figlia che è "luce" per i genitori), può poi avere molteplici significati da un punto di vista cristiano, ad esempio come segno di devozione verso la Madonna della Luce, o infine può rappresentare come nome ideologico ("luce del progresso, della scienza").
In italiano il suo uso è poco comune; in certi casi, può anche rappresentare una variante del nome Lucia.

## Onomastico
L'onomastico viene festeggiato in onore di santa Maria della Luce, venerata diffusamente in Sicilia, dove le sono dedicati alcuni Santuari (tra cui uno a Mistretta (ME) e uno a Roccapalumba (PA); la festa può essere in date diverse a seconda del luogo: a Mistretta, ad esempio, si festeggia nelle due giornate di 7 ed 8 settembre, mentre a Roccapalumba si festeggia il 23 agosto.
Si ricorda inoltre con questo nome la beata Chiara Badano, detta "Chiara Luce", commemorata il 29 ottobre.

## Persone
- Luce Auger, modella francese
- Luce Caponegro, vero nome di Selen, attrice, pornoattrice e disc jockey italiana
- Luce d'Eramo, scrittrice italiana
- Luce Fabbri, scrittrice e anarchica italiana
- Luce Irigaray, filosofa, psicoanalista e linguista belga
- Marie-Luce Romanens, orientista svizzera.

### Variante Luz
- Luz María Aguilar, attrice messicana
- Luz Casal, cantante spagnola
- Luz Cipriota, attrice e modella argentina
- Luz Machado, scrittrice, giornalista e politica venezuelana
- Luz María Polegre, modella spagnola
- Luz Marina Zuluaga, modella colombiana

### Variante Lucetta
- Lucetta Scaraffia, storica e giornalista italiana

## Il nome nelle arti
- Luce è il nome scelto nell'adattamento televisivo italiano per Hikaru Shido, della serie manga e anime Magic Knight Rayearth.
- Lucinda "Luce" Price, protagonista della serie di romanzi Fallen di Lauren Kate.
- Luce è un personaggio interpretato da Sonia Bergamasco nel film Come un gatto in tangenziale.
- Luce è un personaggio del videogioco Leggende Pokémon: Arceus.